# Барский, Самуил Андреевич
Самуи́л Андре́евич Ба́рский (первоначальные варианты отчества Ге́йнихович, затем Ге́нрихович; 30 января 1853, Одесса — после 1907) — русский журналист. Брат петербургского журналиста, сотрудника журнала «Рассвет» Авраама Барского.

## Биография
Родился в 1853 году в Одессе в семье присяжного маклера (впоследствии купца) Гейниха (Генриха) Барского (1826 — 11 декабря 1880). С 7-летнего возраста вместе с братьями воспитывался у деда — учителя древнееврейского языка в Казённом еврейском училище Дувида-Айзика Абрамовича Ландсберга, родом из Кременца, который публиковался в древнееврейской прессе. Учился во 2-й Одесской гимназии, Новороссийском университете, Цюрихском политехникуме (до 1871), Петербургском технологическом университете (до 1874), в 1875 году вернулся в Одессу.
Печатался в газетах «Новороссийский телеграф», «Заря», «Правда», «Одесский вестник» (заведующий редакцией).
В 1877—1880 годах работал в газете «Правда», вначале помощником редактора, затем заведующим редакцией. Был помощником присяжного поверенного в Одессе (1901), одним из учредителей одесского Общества вспомоществления литераторам и учёным (1889). Жил в Харбине.

## Семья
- Брат — Яков Генрихович (Андреевич) Барский (1863—?), член ученического кружка Народной воли, в 1886—1891 годах в ссылке в Иркутской губернии, затем жил в Кишинёве, Саратове, Харбине (один из управляющих Манчжурской железной дорогой)[6]. Брат — Исай Гейнохович Барский, одесский купеческий сын[7].
- Сестра — Дора Генриховна (Андреевна) Барская (в замужестве Рашкович; 1860, Одесса — 1946, Нью-Йорк), народоволец, по профессии врач. Была старшим ординатором Еврейской больницы в Одессе, управляющей частной врачебной лечебницей, членом суда чести при Обществе одесских врачей, инициатором организации школьной врачебной практики в городе; жена присяжного поверенного Соломона Львовича Рашковича[8][9].
- Жена Анна.
  - Сын — Михаил Самуилович (Самойлович) Барский (1878 — 21 мая 1935), крупный харбинский промышленник, владелец чугунолитейного и машиностроительного заводов; выпускник Новороссийского университета, с 1898 года начальник Одесской добровольной пожарной команды, затем создатель пожарной команды Харбина[10]. Сын — Андрей Самуилович Барский (17 июня 1884, Одесса[11] — 10 марта 1900, Одесса[12]). Дочь — Екатерина Самуиловна Барская (30 июня 1875[13] — ?).
- Двоюродный брат (сын родной сестры матери Розалии Дувид-Айзиковны Ландсберг) — бактериолог В. А. Хавкин.

## Публикации
- Харбин и общество К. В. Ж. Д. (К вопросу о взаимных отношениях Общества Китайской Восточной железной дороги и населения города Харбина). Издание Товарищества газетных работников. Харбин: Электро-паровая типо-литография Товарищества «Бергут и Сын», Харбинское отделение, 1907.